# Werner Scholem

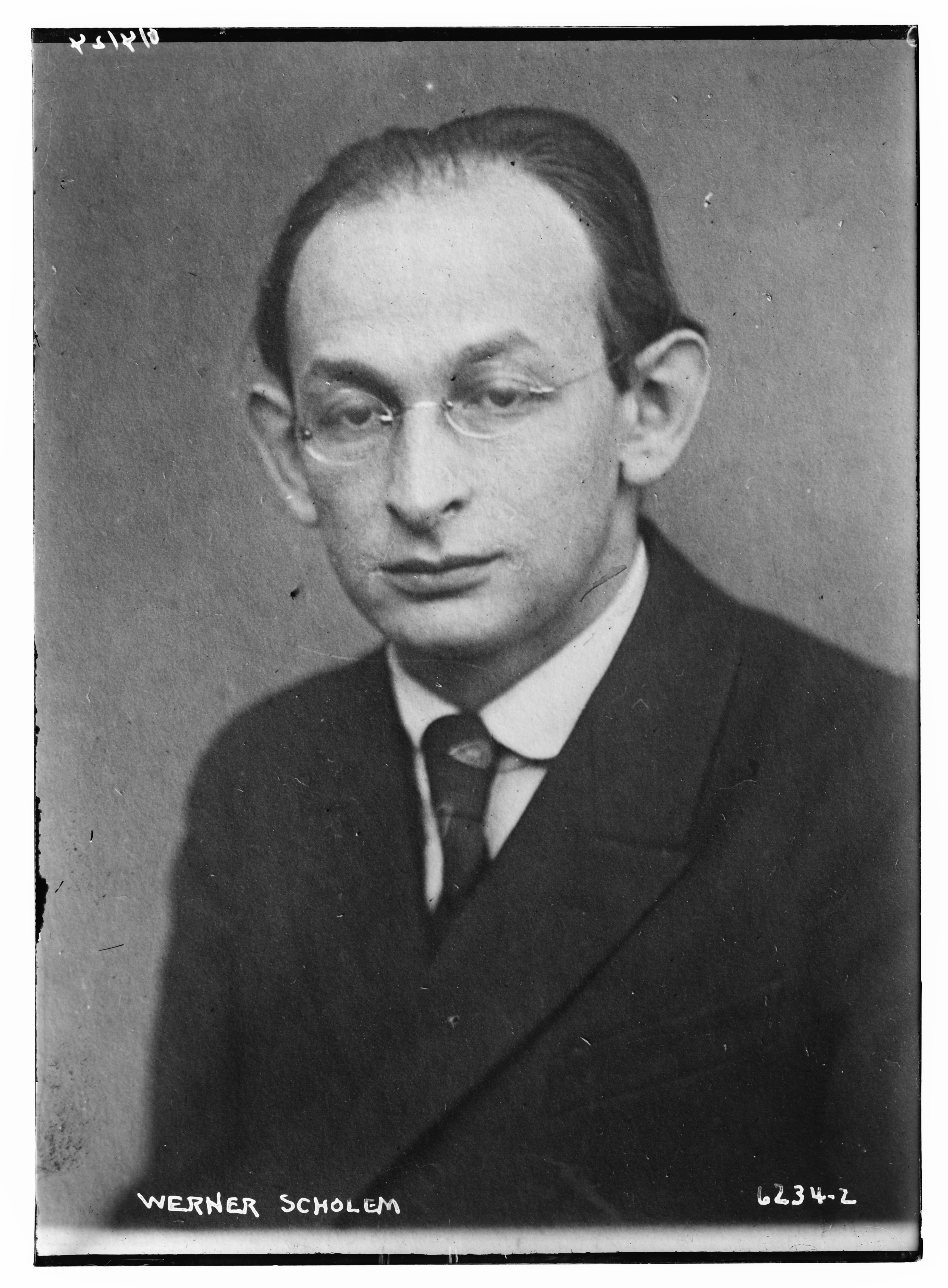
Werner Scholem (um 1924)

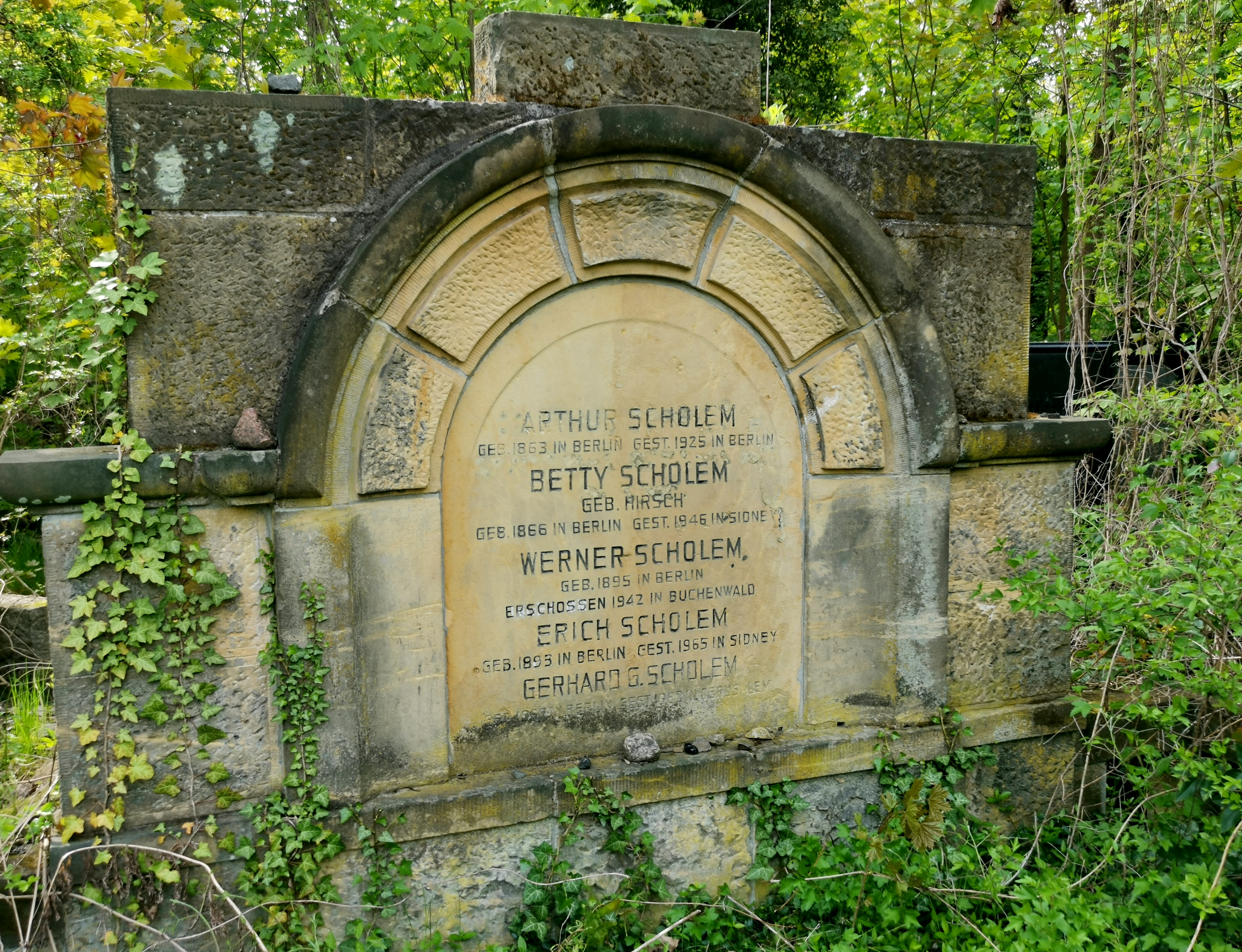
Familiengrab mit Gedenkinschrift auf dem Jüdischen Friedhof Berlin-Weißensee, Feld G 5

Werner Scholem (geboren am 29. Dezember 1895 in Berlin; gestorben am 17. Juli 1940 im KZ Buchenwald) war ein deutscher, jüdischer Politiker der KPD, Abgeordneter im Reichstag und Opfer des Nationalsozialismus.

## Leben und Wirken

### Jugend und Politisierung
Scholem wurde 1895 als dritter Sohn von Betty, geb. Hirsch (1866–1946) und Arthur Scholem (1863–1925) geboren. Sein Vater betrieb eine seit Generationen in Familienbesitz befindliche Buchdruckerei. Sein jüngster Bruder war der Religionshistoriker Gerhard Scholem, der unter dem Namen Gershom Scholem bekannt wurde. Schon seit seiner Jugend sympathisierte Scholem mit dem Zionismus. Wegen seines frühen politischen Engagements kam es zu heftigen familiären Auseinandersetzungen, weswegen er 1913 zum Schulbesuch an das Gildemeistersche Institut in Hannover wechseln musste, dort war Ernst Jünger sein Mitschüler. 1912 schloss er sich der Sozialistischen Arbeiter-Jugend an. Seit früher Jugend war er auch journalistisch tätig.

### Als Soldat wider Willen im Ersten Weltkrieg
Von 1915 bis 1918 leistete er Kriegsdienst im Ersten Weltkrieg. 1917 trat er der USPD bei. Zeitweilig war er wegen des Vorwurfes der Majestätsbeleidigung und Antikriegsaktivitäten in der Strafanstalt Halle, auch Roter Ochse genannt, sowie im Militärgefängnis Berlin-Spandau inhaftiert. Nach seiner Entlassung wurde er 1918 erneut eingezogen und diente an der Westfront, wo er bei einer Offensive in der Champagne fast den Tod fand.

### Von der USPD zur KPD
Nach dem Weltkrieg kehrte Scholem zu seiner Verlobten Emmy Wiechelt nach Hannover zurück, war kurzzeitig Bürgervorsteher in Linden bei Hannover. Ab 1919 verdiente Scholem seinen Lebensunterhalt in Halle (Saale) als Redakteur des Volksblattes, eines Lokalorgans der USPD.
Mit der Spaltung der USPD 1920 wechselte er zur KPD, wo er ab etwa 1921 zum linken Flügel gehörte. Diese entsandte ihn im selben Jahr als Vertreter in den Preußischen Landtag. Im selben Jahr wurde Scholem Redakteur der Parteizeitung Die Rote Fahne. Laut Impressum war der nun 25-jährige dort sogar Schriftleiter, also Chefredakteur. Der Historiker Ralf Hoffrogge hat jedoch nachgewiesen, dass die KPD den jungen Scholem vor allem in seiner Funktion als Abgeordneter an dieser Stelle brauchte. Seine parlamentarische Immunität sollte die Zeitung vor Strafverfolgung schützen. Scholem erging es jedoch dabei wie manch einem „Sitzredakteur“ sozialdemokratischer Zeitungen des Kaiserreichs: er musste drei Monate im Gefängnis verbringen, nachdem es infolge der „Märzaktion“ von 1921 zu einem Verfahren wegen Hoch- und Landesverrats gegen ihn kam. Kurzzeitig hatte Scholem versucht, sich durch Flucht ins Ausland zu entziehen, wurde gar steckbrieflich gesucht, jedoch im September 1922 festgenommen und erst im Dezember gegen Kaution freigelassen.

### Organisator der „Bolschewisierung“ der KPD
Während der folgenden Jahre war Scholem als Organisationsleiter der KPD meist in Berlin tätig. 1924 avancierte er zum Reichsorganisationsleiter und somit zum Mitglied des Politbüros der KPD. In den Jahren 1924 bis 1928 gehörte er dem Deutschen Reichstag an. Er stand der mit dem Komintern-Vorsitzenden Sinowjew verbundenen sogenannten Fischer-Maslow-Gruppe nahe, welche die neue „ultralinke“ Parteiführung der KPD bildete, nachdem der „rechte“ Parteiflügel um Heinrich Brandler 1923 von der Parteiführung entfernt wurde. Scholem war in dieser Zeit hinter Ruth Fischer die zweitwichtigste Führungsfigur der KPD, da Arkadij Maslow als führender Kopf der Ultralinken bis 1926 im Gefängnis saß. In seiner Amtszeit als Organisationsleiter war es Scholems Aufgabe, die nach einem Parteiverbot bis Anfang 1924 darniederliegenden Strukturen der KPD neu aufzubauen. Er hatte hier einige Erfolge vorzuweisen, etwa in der Erhöhung der Mitgliederzahl und der Sanierung der Parteifinanzen. Gleichzeitig nutzte Scholem seine Position jedoch, um Anhänger der alten Brandler-Führung aus ihren Posten zu entfernen und mit Anhängern der linken Führung zu besetzen. Zudem straffte er die Parteistrukturen zugunsten einer zentralistischeren Führung – ein Modell, das in der Parteipresse als „Bolschewisierung“, als Angleichung an die „leninistischen“ Strukturen der russischen KP gepriesen wurde.
Dieser autoritären Zentralisierung fiel Scholem letztlich selbst zum Opfer. Nach Verlusten bei den Reichspräsidentenwahlen 1925 wurden er und die neue linke Parteiführung im August 1925 wieder abgesetzt. Die Aufstellung einer neuen Linksopposition, wie sie 1921 noch problemlos möglich war, gelang nun in der „bolschewisierten“ Partei nicht mehr – jede „Fraktionsarbeit“ wurde von der neuen Führung um Ernst Thälmann erbittert verfolgt. Aufgrund der Mitorganisation der Erklärung der 700 gegen die Unterdrückung der Vereinigten Linken Opposition in der Sowjetunion wurde Scholem im November 1926 aus der KPD ausgeschlossen.

### Seit 1926 bis zum Tod im KZ Buchenwald (1940)

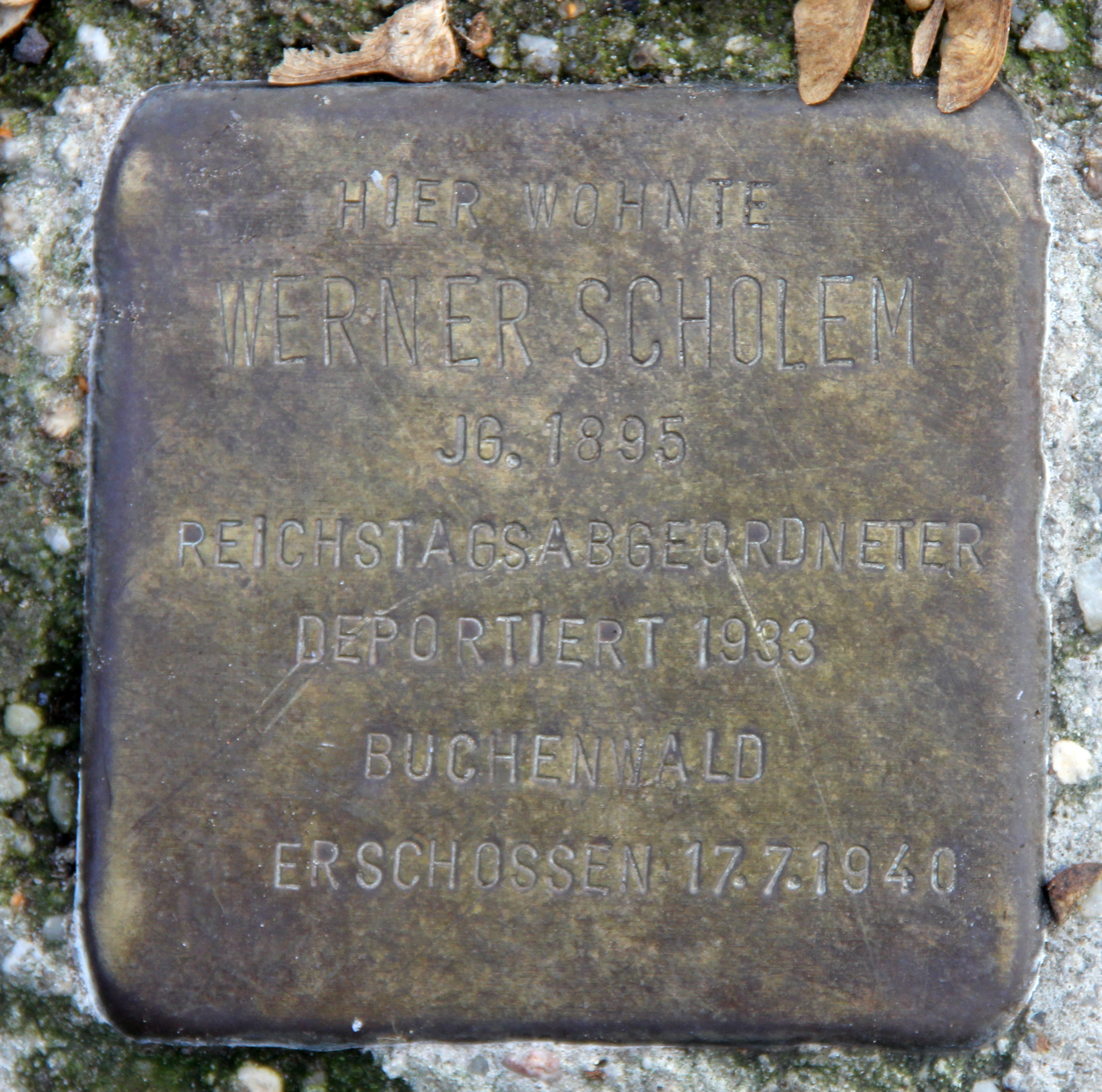
Stolperstein, Klopstockstraße 18, in Berlin-Hansaviertel

Scholem trat der Gruppe der Linken Kommunisten im Reichstag bei und gehörte im April 1928 zu den Gründern des Leninbundes, der zu einer bedeutenden oppositionellen kommunistischen Organisation in Deutschland heranwuchs. Scholem selbst verließ diesen jedoch noch im selben Jahr und blieb parteilos, sympathisierte aber weiterhin mit trotzkistischen Positionen und der Linken Opposition (LO). Den Stalinismus lehnte er dagegen ab. Des Öfteren soll er Artikel für die LO-Zeitung Permanente Revolution geschrieben haben, die jedoch nicht unter seinem Klarnamen erschienen.
Als Jude und Kommunist wurde Scholem nach der sogenannten Machtergreifung der Nationalsozialisten am 28. Februar und erneut am 23. April 1933 verhaftet und in „Schutzhaft“ genommen. Ab Juni 1933 befand er sich in Untersuchungshaft im Gefängnis Moabit. Am 9. März 1935 wurde er vom Volksgerichtshof aus Mangel an Beweisen vom Vorwurf des Hochverrats freigesprochen. Verfahrensgegenstand war ein Gespräch Scholems mit einem Reichswehrsoldaten im Frühjahr 1932 – Scholem wurde „Zersetzung der Reichswehr“ vorgeworfen. Nach dem Freispruch kam er erneut in „Schutzhaft“ und wurde ab Februar 1937 im KZ Dachau und ab September 1938 im KZ Buchenwald festgehalten. In Buchenwald wurde er am 17. Juli 1940 durch den SS-Hauptscharführer Johann Blank „auf der Flucht“ erschossen.
Gershom Scholem berichtet in einem Brief an Walter Benjamin von Bemühungen der Familie, die Freilassung Werner Scholems zu erreichen. Diese seien gescheitert, da sich Scholem auf einer Liste von Häftlingen befunden habe, die nur mit der Erlaubnis von Joseph Goebbels freigelassen werden durften: „Göbbels braucht ein paar Juden dort, an denen er zeigen kann, daß er den Bolschewismus zertreten hat, und dazu ist anscheinend u. a. mein Bruder ausersehen.“ Eine vermutlich in Dachau angefertigte Büste Scholems wurde 1937 in der Propagandaausstellung Der Ewige Jude in München gezeigt. Als aus der Partei ausgeschlossener Kommunist und nichtreligiöser Jude blieb Scholem nach Angaben seiner Tochter in den Konzentrationslagern isoliert, obwohl er sich für zahlreiche Mitgefangene einsetzte.

## Privatleben
Werner Scholem heiratete 1917 seine Jugendliebe Emmy Wiechelt, die er in der sozialistischen Arbeiterjugend kennengelernt hatte. Die beiden waren gemeinsam politisch aktiv und bis zu Scholems Tod verheiratet. Emmy, die 1933 gemeinsam mit Werner verhaftet wurde, gelang 1934 nach einem Hafturlaub gemeinsam mit den beiden Töchtern Edith und Renate die Flucht nach London.
Die 1923 geborene Renate Scholem (verstorben 2025) erlangte in den 1950er Jahren unter dem Namen Renee Goddard große Bekanntheit als Schauspielerin.

## Erinnerungen an Werner Scholem

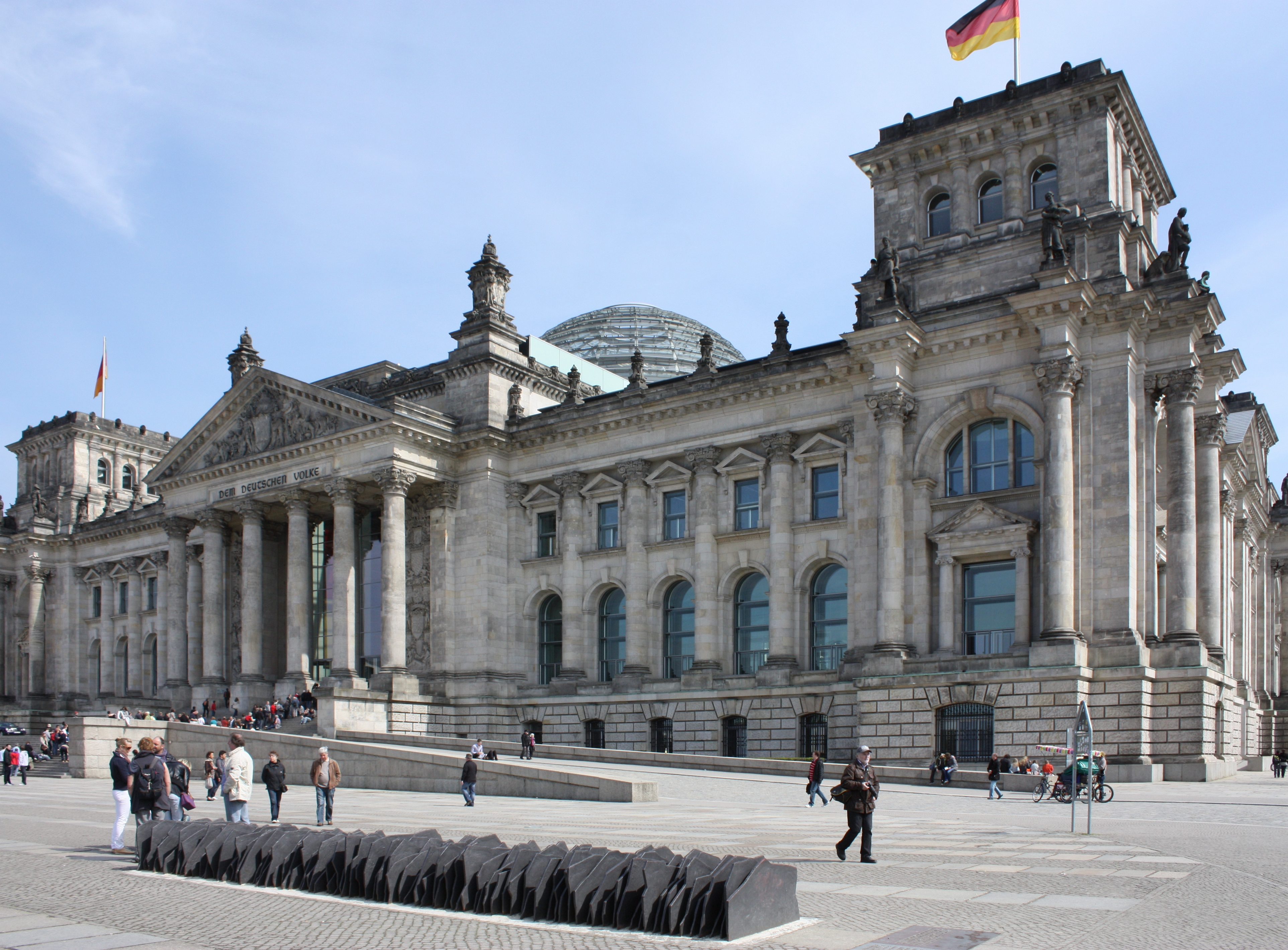
Gedenktafeln vor dem Reichstag

Seit 1992 erinnert in Berlin in der Nähe des Reichstagsgebäudes eine der sechsundneunzig Gedenktafeln für von den Nationalsozialisten ermordeten Reichstagsabgeordneten an Scholem.
Vor seiner ehemaligen Wohnung in der Klopstockstraße im Berliner Hansaviertel erinnert seit 2007 ein Stolperstein an Werner Scholem. Scholem wohnte in der Klopstockstraße 7, das Grundstück trägt heute die Hausnummer 18.

## Werner Scholem als literarische Figur
Scholem, der in den Jahrzehnten nach seinem Tod kaum eine Rolle in der öffentlichen Erinnerung spielte, wurde ab den 1990er Jahren zum Gegenstand verschiedener Romane und Erzählungen von Arkadij Maslow, Franz Jung, Alexander Kluge und Hans Magnus Enzensberger – eine Popularität, wie sie kaum ein anderer Reichstagsabgeordneter je erreichte.
Die literarischen Verarbeitungen kreisen sämtlich um Scholems Verhaftung 1933 und seinen letzten Prozess wegen „Zersetzung der Reichswehr“. Aufbauend auf dem Manuskript „Die Tochter des Generals“, das von Arkadij Maslow bereits 1935 im Pariser Exil verfasst, jedoch erst 2011 veröffentlicht wurde, wird Scholem mal tragisch, mal eher komödiantisch als sowjetischer Spion „im Dienste der Weltrevolution“ porträtiert. Er soll Marie Luise von Hammerstein, Tochter des Chefs der Heeresleitung Generaloberst Kurt von Hammerstein-Equord, verführt haben, um ihr Dienstgeheimnisse ihres Vaters zu entlocken.
In seiner historischen Rekonstruktion anhand der Prozessunterlagen des Volksgerichtshofs von 1933 bis 1935 sowie anderer Quellen hält Scholems Biograph Ralf Hoffrogge eine Affäre von Scholem und Marie Luise von Hammerstein für nachgewiesen, weist aber ebenfalls nach, dass Scholem nicht für den Geheimdienst von KPD oder Sowjetunion tätig war.

## Filme über Scholems Biographie
Das Leben von Werner Scholem wurde in zwei kurzen Dokumentarfilmen thematisiert, beide entstanden unter Mitwirkung seiner Tochter Renee Goddard. Den Anfang machte 2008 ein Interview von Alexander Kluge mit Goddard in der „Reihe News und Stories“ unter dem Titel „Manche Toten sind nicht tot – Renee Goddard über ihren Vater, den legendären Sozialisten Werner Scholem“.
Im Jahr 2014 folgte unter dem Titel Zwischen Utopie und Gegenrevolution ein Dokumentarfilm von Niels Bolbrinker, der mit Fotos aus dem Nachlass Scholems bebildert ist.